# Баденський перев'яз
Ба́денський перев'яз́ (нім. badenischer Schrägbalken) — червоний перев'яз у золотому полі. Герб Баденського дому, молодшої гілки Церінгенського дому. Перше зображення баденського перев'язу відоме з печатки баденського маркграфа Германа V від 1243 року. Вперше описаний у Вінбергенському гербовнику 1270 року як герб Баденського маркграфства: «d'or à la bande de gueules» (у золоті червоний перев'яз). Використовувався як герб Баденського курфюрства, Великого герцогства Баденського, Баденської республіки, Баденської землі міста Баден-Баден. Фігурує у територіальній геральдиці німецької землі Баден-Вюртемберг.

## Галерея

### Баденська марка
- У Цюрихському гербовнику 1340 року зображено герб баденського маркграфа — у золотому готичному щиті червоний перев'яз; над щитом золотий шолом типу топхельм із червоним наголовником, повернений праворуч; у нашоломнику — чорний і срібний роги, прикрашені чорним і срібним листям.
- В Ігерамському кодексі 1459 року перев'яз як герб Баденського маркграфа зображений на аркуші з гербами трьох інших маркграфів Священної Римської імперії: майсенського (чорний лев), моравського (біло-червоний орел), і бранденбурзького (червоний орел).

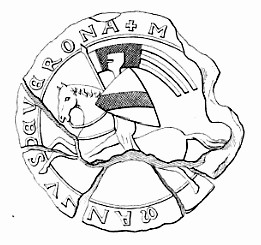
Печатка Германа V 1243
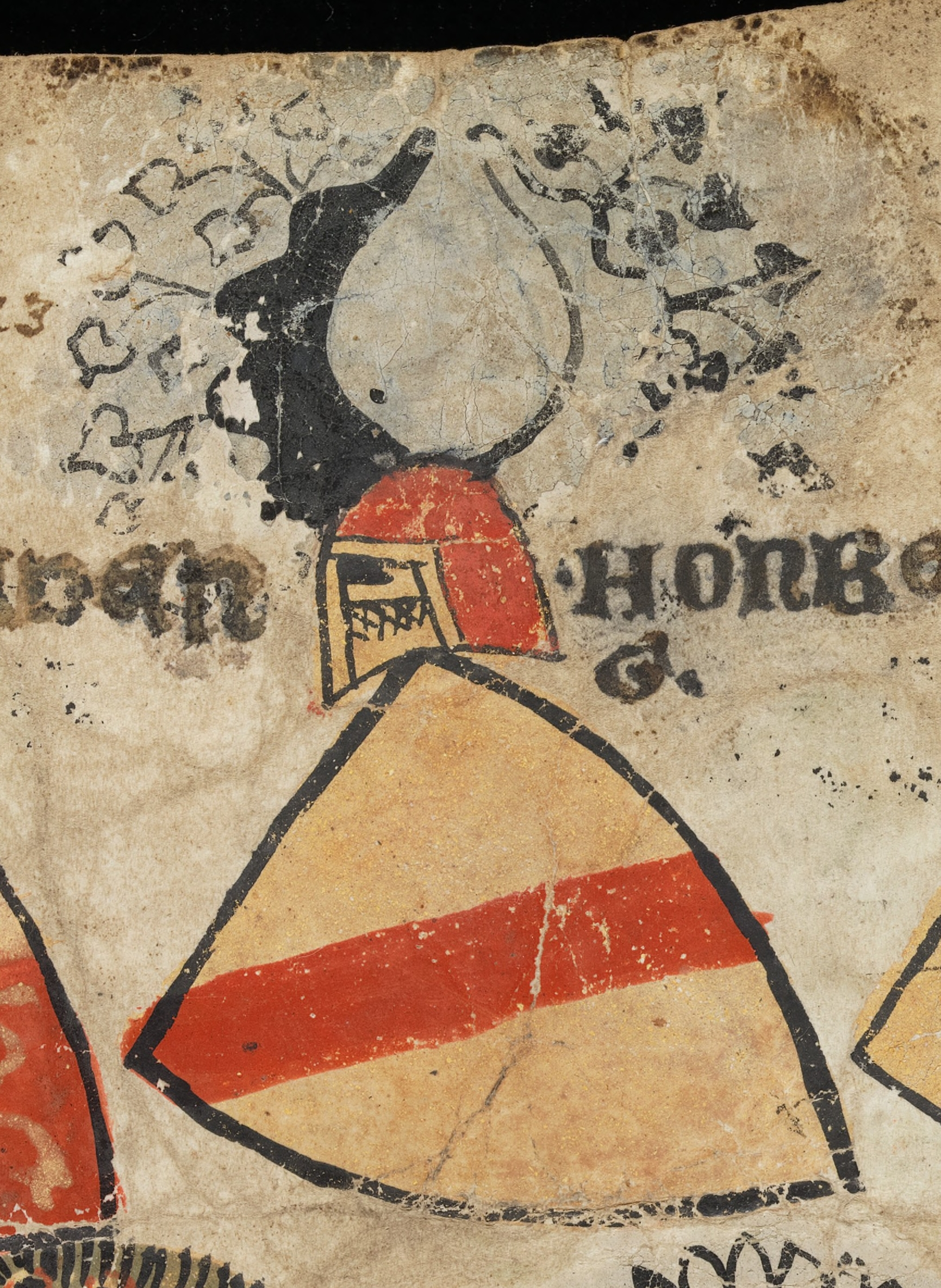
Цюрихський гербовник 1340
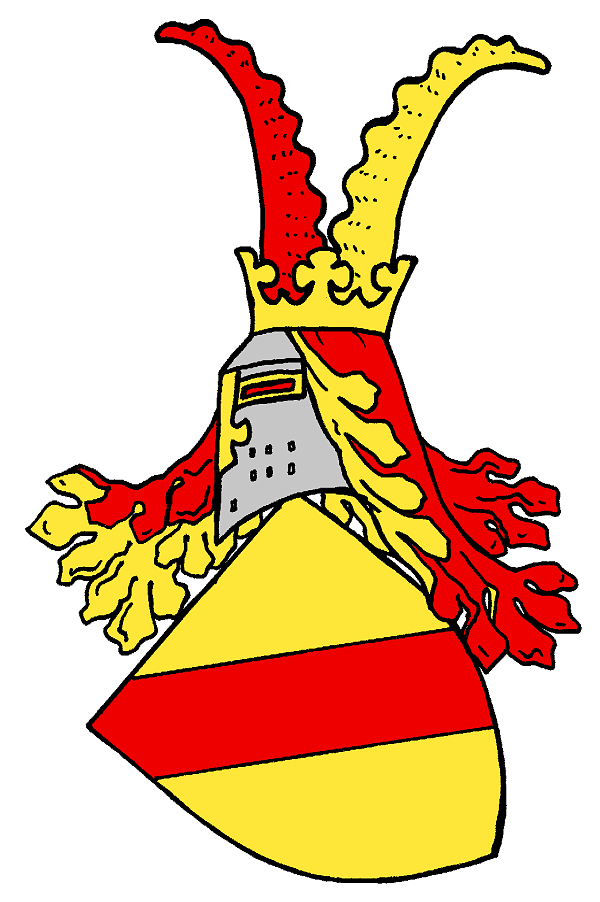
З печатки Фрідріха ІІІ 1348
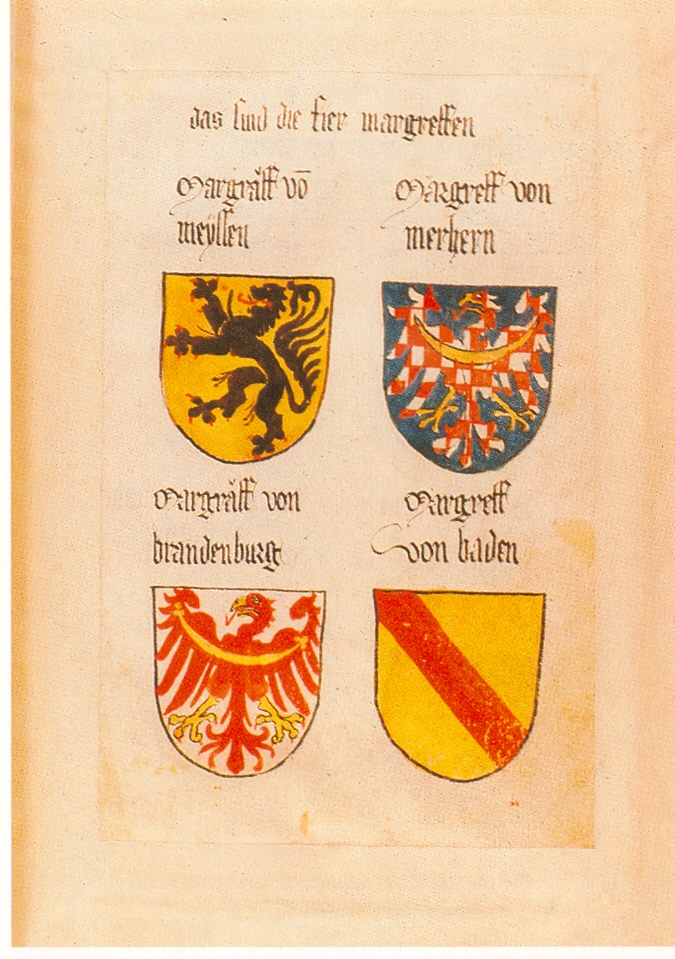
Ігерамський кодекс 1459
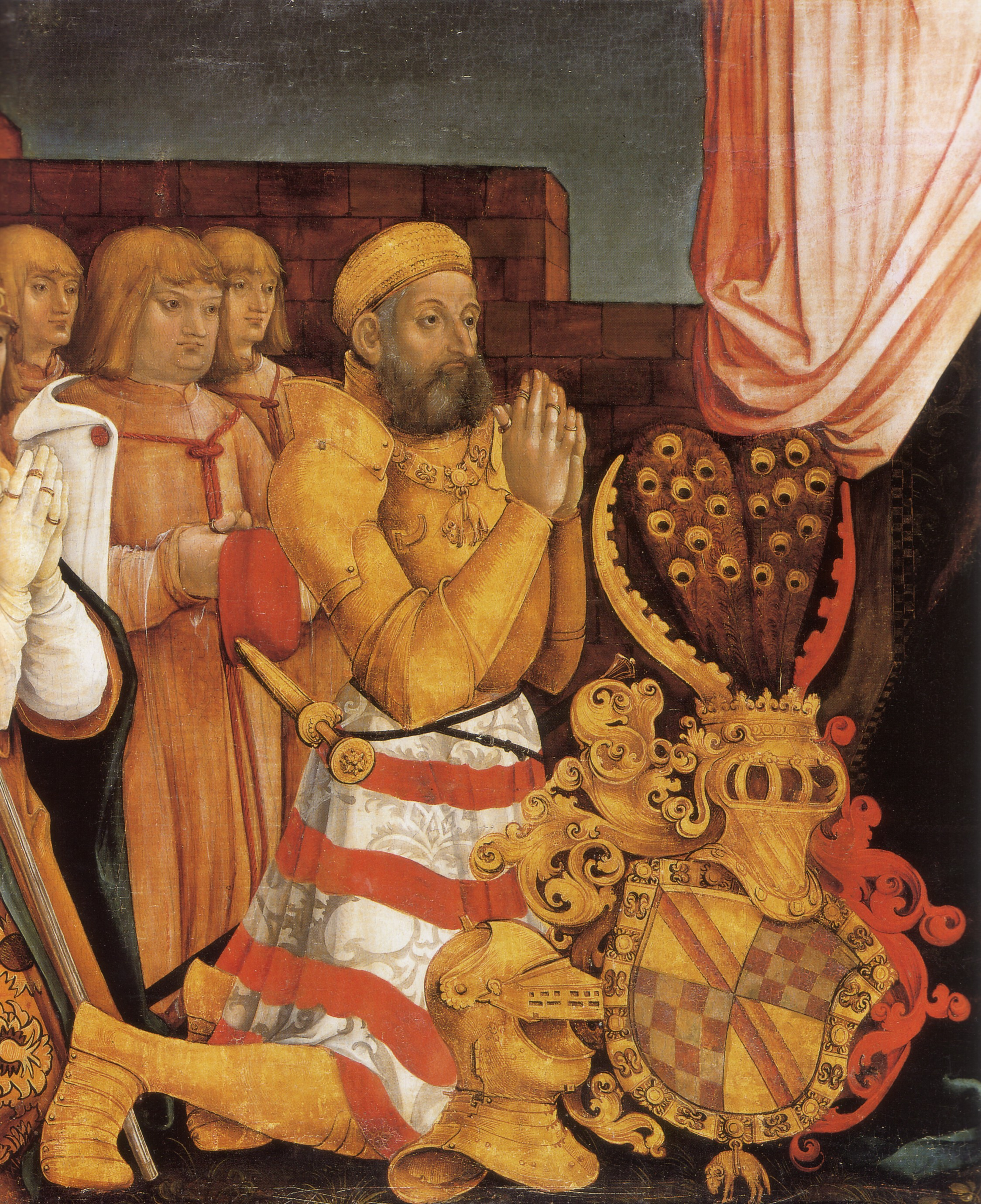
Кристоф І 1527

### Курфюрство і Велике герцогство

Баденське курфюрство 1803
Малий герб 1877
Великий герб 1877
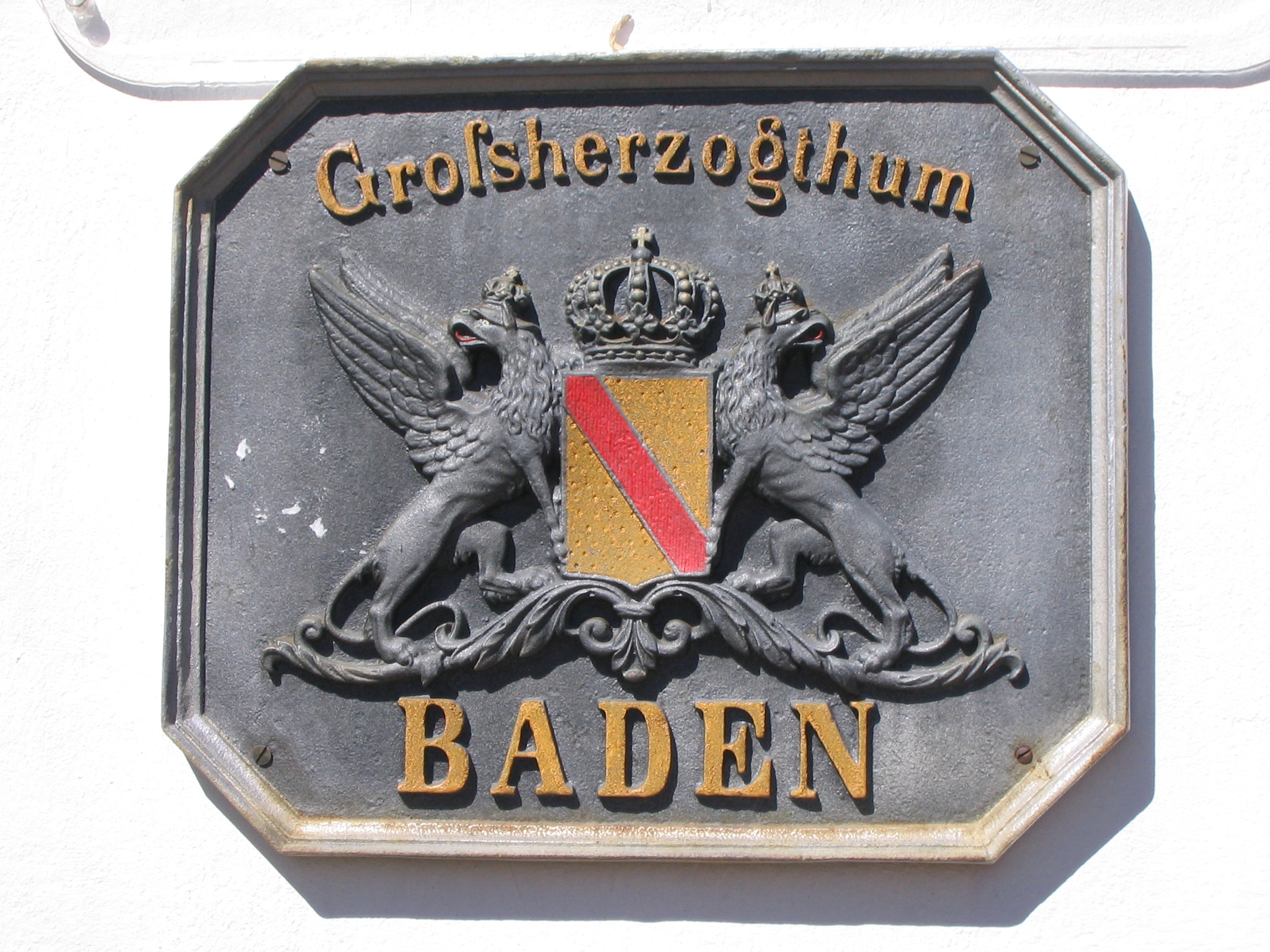
Велике герцогство Баденське 1918

### Республіка. Земля. Місто

Республіка 1918-1945
Баден 1945-1952
Вюртемберг-Баден 1945-1952
Баден-Баден

### Територіальна геральдика

Пфорцгайм
Еммендінген (район)
Брайсгау-Верхній Шварцвальд (район)
Карлсруе (район)
Леррах (район)